# Beutepanzer

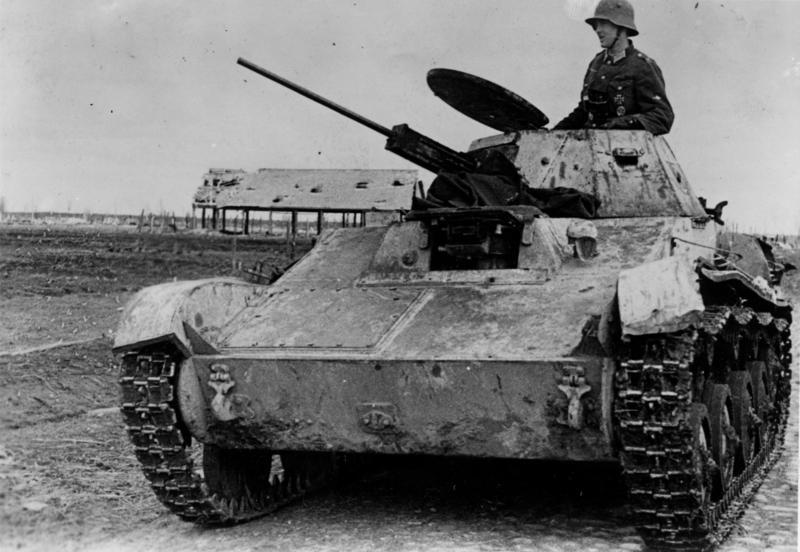
Um T-60 soviético capturado que entrou em serviço no Bolsão de Kholm.

Beutepanzer (alemão, lit.  "Tanque capturado") é a designação alemã para um veículo de combate blindado capturado. Os alemães usaram Beutepanzers para obter informações sobre a tecnologia inimiga e aumentar o poder de suas próprias forças blindadas.
Os beutepanzers eram geralmente repintados para ostentar emblemas nacionais distintos e insígnias de unidade, a fim de reduzir o perigo do fogo amigo por outras forças do Eixo.

## Primeira Guerra Mundial

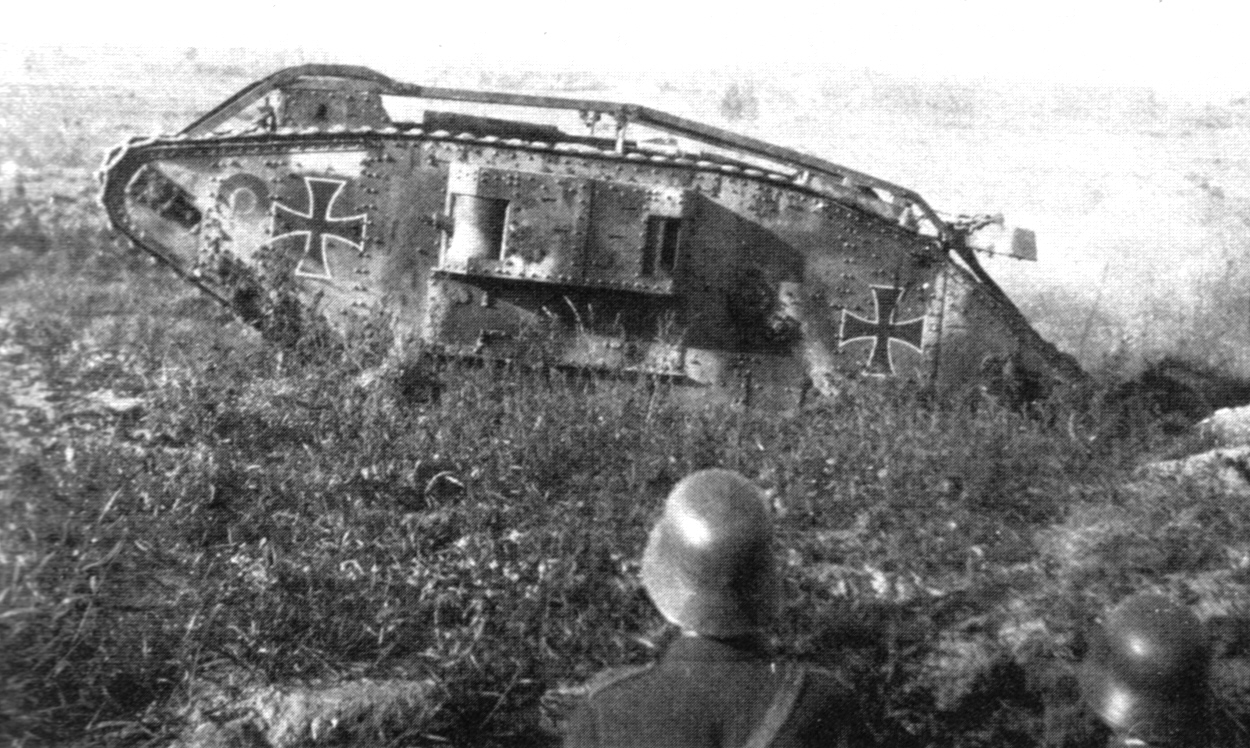
Um beutepanzer Mk IV britânico durante a Primeira Guerra Mundial.

Durante a Primeira Guerra Mundial, os alemães tinham muitos beutepanzers em seu arsenal, excedendo em muito a produção de seus próprios tanques. Os beutepanzers receberam uma cruz nacional alemã (Balkenkreuz) e uma nova camuflagem. No final da guerra, um total de 170 beutepanzers ainda estavam em condições de funcionamento, com 35 relatados como prontos para a batalha. Em comparação, mais de um terço dos 20 tanques A7V construídos pela Alemanha foram destruídos ou capturados naquela altura.

## Segunda Guerra Mundial

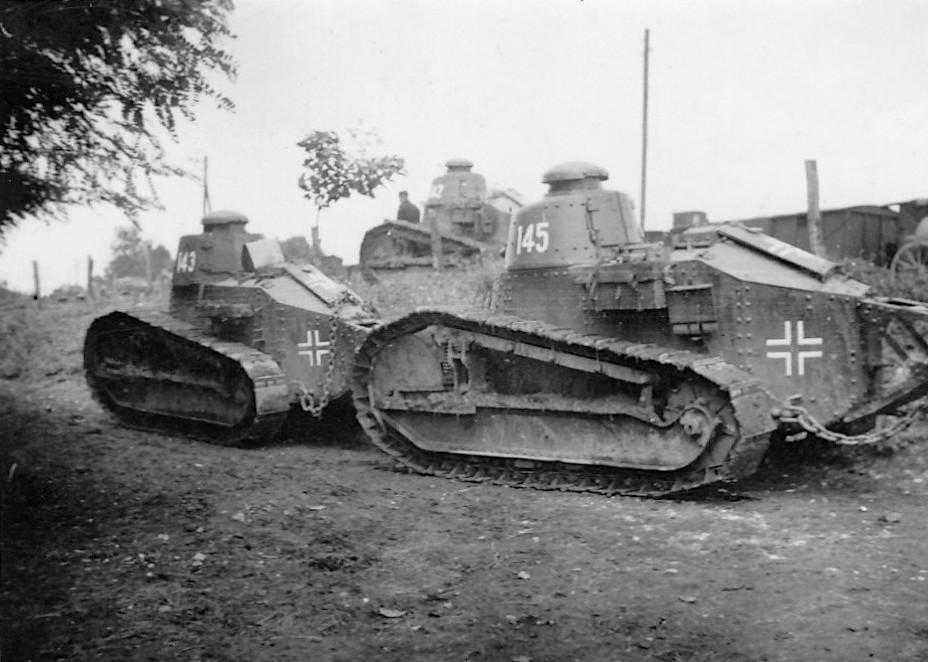
Renault FT da Wehrmacht na Sérvia.

Os beutepanzers desempenharam um papel importante na Wehrmacht. Após a ocupação da Tchecoslováquia em 1939, muitos tanques tchecos foram reivindicados. Em outubro de 1940, o Heeresamt (o Escritório do Exército) ordenou que dois de cada tipo do beutepanzer fossem entregues ao Escritório de Armas do Exército para avaliação. Os beutepanzers recebiam a pintura de uma Balkenkreuz e nova camuflagem, alguns recebiam novas cúpulas para o padrão alemão. Eles foram usados pelo Exército alemão em todas as frentes.

### Franceses
Durante a Campanha Ocidental, a Alemanha capturou 691 tanques britânicos no total, com uma estimativa de 350 sendo reutilizáveis; entre eles o pesado Matilda. A maioria dos beutepanzers capturados durante a campanha foram modificados como tanques de observação ou transportes de munição. Unidades muito danificadas foram sucateadas para fornecerem peças de reposição. O chenillette francês Renault UE foi modificado até mesmo para auxiliar na produção agrícola e como canhão de assalto improvisado. O velho Renault FT-17, já obsoleto, foi usado como última linha de resistência na fase final da campanha da França. Em maio de 1940, o Exército Francês ainda operava sete batalhões de linha de frente, cada um equipado com 63 carros Renault FT, um batalhão com números abaixo do estabelecido e três companhias independentes, cada uma com 10 veículos, para um total de força orgânica de 504 carros de assalto FT. Alguns tanques FT também foram enterrados no solo e envoltos em concreto para complementar a Linha Maginot. Quando as melhores unidades francesas foram cortadas pelo avanço alemã para o Canal da Mancha, cerca de 390 carros FT-17, antes usados para treinamento ou armazenados em depósitos, juntaram-se aos 184 a 192 Renault FT-17 em serviço com unidades de segurança interna. A Wehrmacht capturou 1.704 tanques Renault FT-17. Eles foram usados principalmente para segurança interna, além duma centena entregue à Luftwaffe para a defesa de bases aéreas.
Os 100 Renault FT da Luftwaffe foram assim distribuídos pela Europa:
- 45 no oeste da França.
- 30 entre o norte da França e a Bélgica.
- 25 na Holanda.

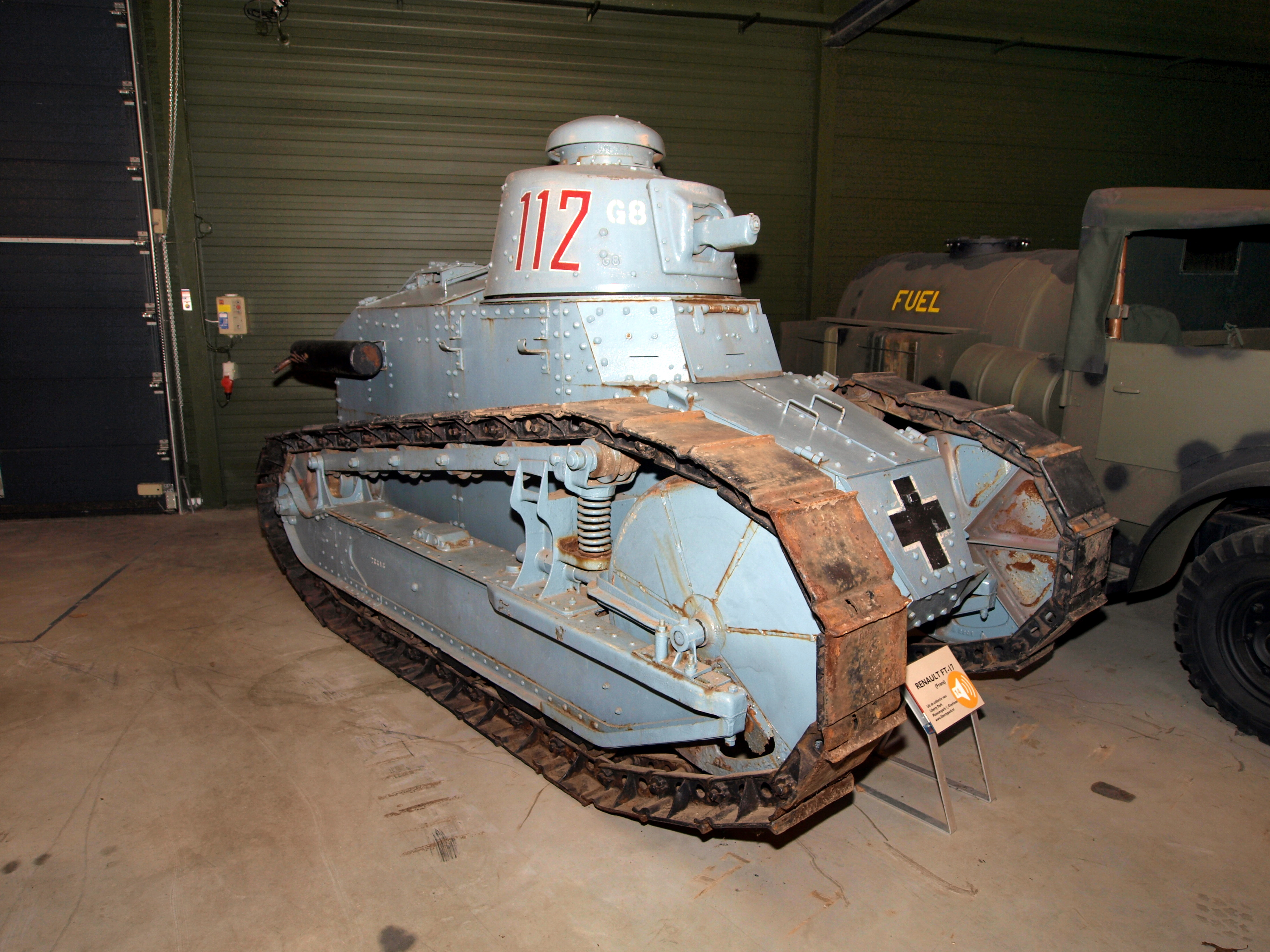
Renault FT-17 no Museu de Guerra de Overloon, na Holanda.
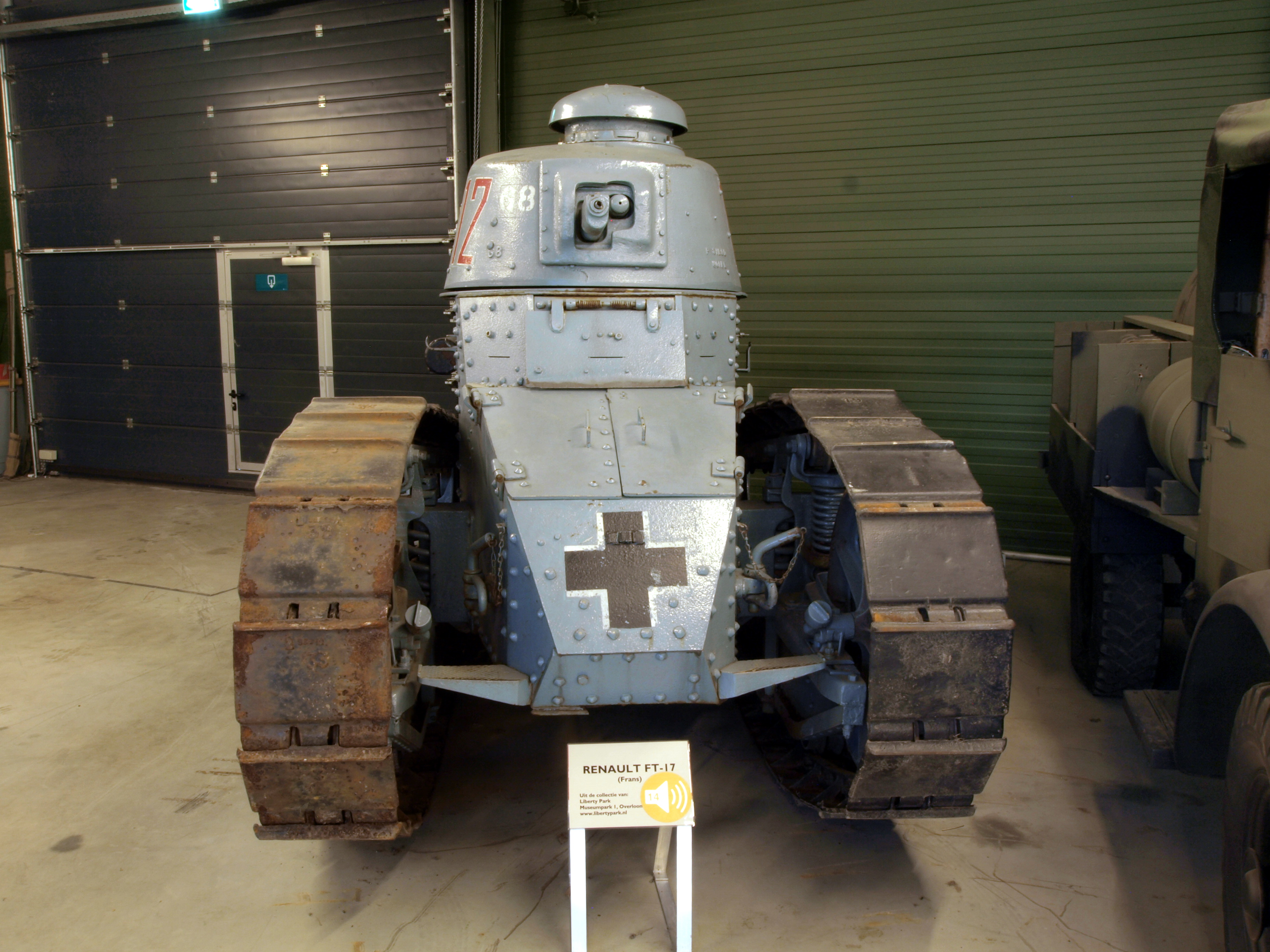
A Cruz de Ferro pintada na frente do chassis.
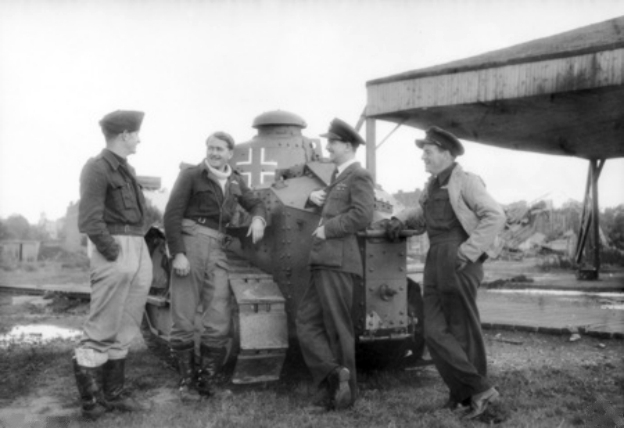
Renault FT-17 alemão abandonado em uma base aérea na Antuérpia, 1944.

O FT padrão foi renomeado Panzerkampfwagen 17R 730(f) e o FT Modifié 31 foi renomeado Panzerkampfwagen 18R 730(f). O “17R” e o “18R” diferenciam uma variante da outra. O número de designação 730 é uma subcategoria de tanques, seu significado preciso é Tanque Leve. Os modelos de canhão e metralhadora seguiam a designação 730c e 730m respectivamente. Para identificação, os Renault FT foram pintados em cinza de campanha (feldgrau) e com o identificador da Cruz de Ferro; ou na torre, ou no chassis, ou nos dois. Alguma unidades serviram como treinamento de motoristas ou limpa-neves. Algumas veículos foram mobilizados para batalhas de contra-insurgência, trens blindados e para funções policiais em toda a Europa. Durante a libertação de Paris, em agosto de 1944, são visíveis tanques Renault FT alemães incendiados.

Os alemães também capturaram cerca de 1.800 tanques franceses modernos durante a campanha de maio-junho e voltaram ao serviço como beutepanzers, juntamente com um número similar destruído sem capacidade do reparo. Esses blindados capturados foram usados na invasão da União Soviética, e foram especialmente eficientes na Carélia onde os soviéticos tinham poucos blindados (a maioria leves). Nos Bálcãs, a 7. SS-Freiwilligen Gebirgs-Division "Prinz Eugen" foi equipada com carros leves Hotchkiss H35.

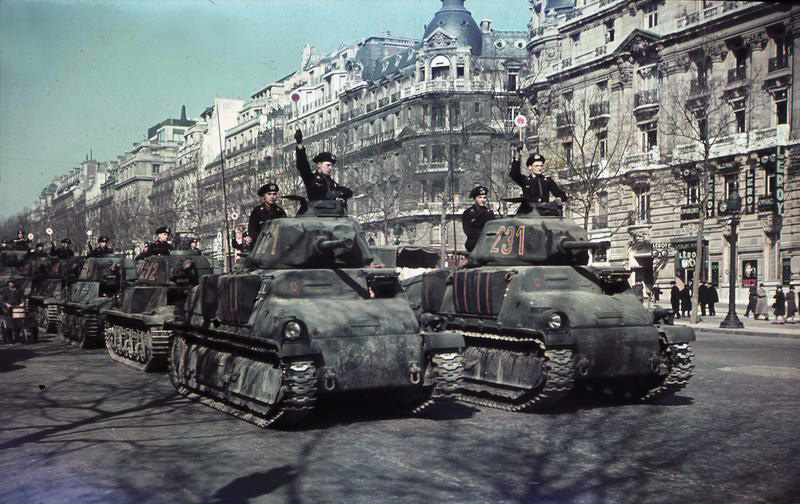
Desfile alemão com blindados Somua-S-35 e Hotchkiss H 38 no Champs-Élysées, em Paris, 1941.
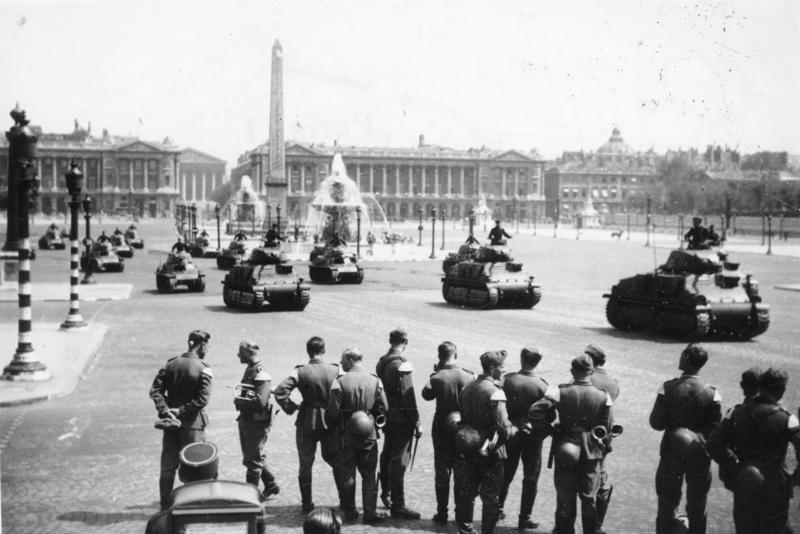
Parada blindada alemã na Place de la Concorde, em Paris, em julho de 1941.
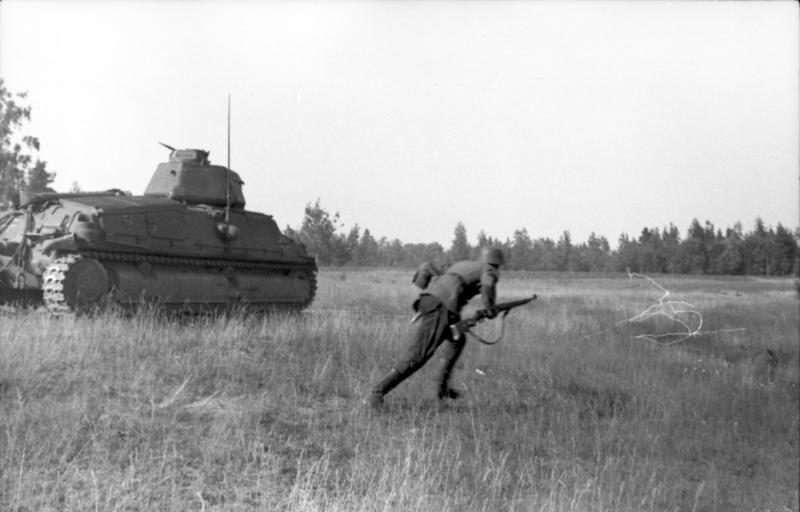
Um Somua S 35 dá apoio à infantaria alemã no norte da União Soviética, setembro de 1941.
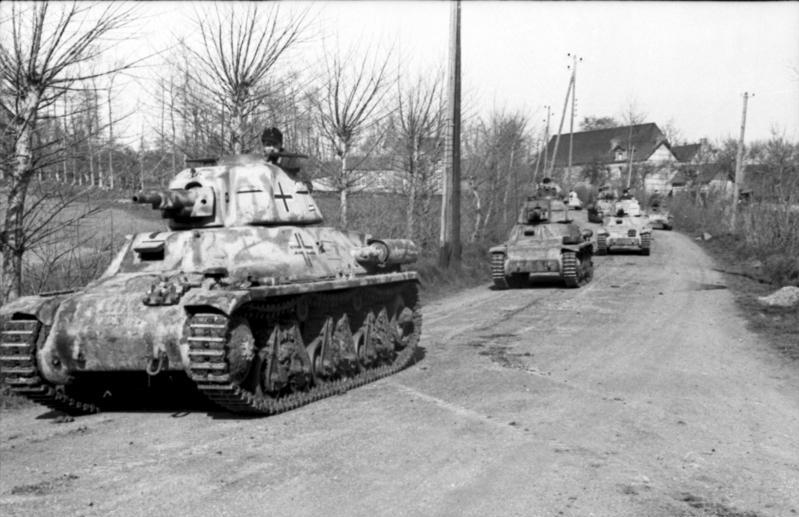
Coluna de blindados Hotchkiss H-39 capturados, Flandres, em junho de 1944.

### Soviéticos
Os alemães conseguiram pôr as mãos em alguns tanques T-26 e BT na Frente Oriental de 1941 a 1942. Durante 1943, os alemães começaram a produzir seus próprios tanques T-34 em fábricas de produção soviéticas capturadas, designados T-34 747(r) ou Panzerkampfwagen 747(r); a letra "R" significando "russo". No entanto, como os tanques não foram capturados, eles nem sempre são classificados como beutepanzers. Os T-34 foram usados também como veículos reparadores (bergepanzer) e em outras funções de apoio, como portando holoftes. Ao menos 3 carros T-34 reparadores foram usados na Normandia em 1944.

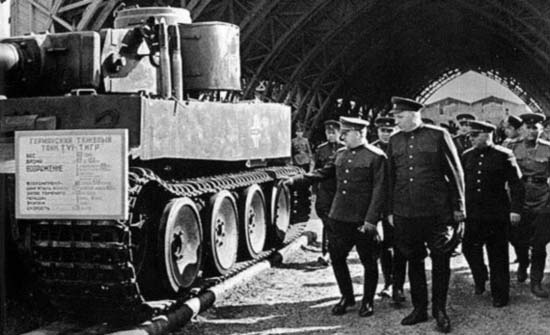
Um Tigre 1 capturado pelos soviéticos.

Os alemães não eram os únicos usuários de tanques capturados, embora outras nações geralmente não empregassem veículos capturados para serviço de combate. Os britânicos conseguiram capturar um Tiger 1 perto de Túnis em abril de 1943 (o Tiger 131, hoje preservado em Bovington), e os soviéticos logo capturaram um tanque Tiger 1 pouco tempo depois, na frente de Leningrado.

## Designações alemãs de função
Um sistema de blocos numéricos foi usado para classificar os equipamentos capturados. Conhecida como Kennblatter Fremdengerat (Fichas de identificação para veículos estrangeiros), esta listagem usava categorias numéricas para classificar os veículos estrangeiros em serviço alemão.
200 – Carros blindados sobre rodas
300 – Veículos meia-lagarta
400 – Veículos meia-lagarta blindados
600 – Tratores de lagarta
630 – Tratores de artilharia blindados
700 – Tanques
800 – Canhões autopropulsados

## Designações alemãs de país
Os veículos capturados recebiam uma designação nacional marcada em minúsculo pela primeira letra do nome do país - (b) para Bélgica, por exemplo - e que era colocada no final da designação, sem espaço.
(b) – Belgien – Bélgica
(f) – Frankreich – França
(t) – Tschechoslowakei – Tchecoslováquia
(e) – England / Kanada – Reino Unido / Canadá
(u) – Ungarn – Hungria
(j) – Jugoslawisch – Iugoslávia
(i) – Italien – Itália
(h) – Holland – Holanda
(p) – Polen – Polônia
(r) – Russland – Rússia, mas designando a União Soviética
(a) – Amerika – Estados Unidos da América
| Beutepanzer                  | Tanque Original                    | Capturado de    |
| ---------------------------- | ---------------------------------- | --------------- |
| Panzerkampfwagen 35(t)       | Škoda LT vz. 35                    | Checoslováquia  |
| Panzerkampfwagen 38(t)       | CKD-Praga LT-H                     | Checoslováquia  |
| Praga T-33                   |                                    | Checoslováquia  |
| T-50                         | T-50                               | União Soviética |
| Panzerkampfwagen 751(r)      | T-35                               | União Soviética |
| T-60                         |                                    | União Soviética |
| PzKpwf 756(r)                | KV-1                               | União Soviética |
| Panzerkampfwagen 754(r)      | KV-2                               | União Soviética |
| PzKw 747(r)                  | T-34                               | União Soviética |
| IS-2                         |                                    | União Soviética |
| BA-10 203(r)                 | BA-10                              | União Soviética |
| Rebocador de Artilharia 604  | Comintern                          | União Soviética |
| Tanque Cruzador Mk. 1 (A9)   | Tanque Cruzador Mk. 1 (A9)         | Reino Unido     |
| Sturmpanzer Churchill        | Churchill                          | Reino Unido     |
| Panzerjäger 731(e)           | Transportadora Universal Britânica | Reino Unido     |
| 7TP                          | 7TP                                | Polônia         |
| wz. 34                       |                                    | Polônia         |
| Panzerkampfwagen 35 H 734(f) | Hotchkiss H-35                     | França          |
| Panzerkampfwagen 39-H 735(f) | Hotchkiss H-39                     | França          |
| Panzerkampfwagen B2 740(f)   | Renault Char B1                    | França          |
| Panzerkampfwagen 18R 730(f)  | Renault FT                         | França          |
| Panzerkampfwagen 35R 731(f)  | Renault R35                        | França          |
| AB43 Spähpanzer              | Autoblindo AB41                    | Itália          |
| Sd.Kfz 735(i)                | Fiat M13/40                        | Itália          |
| P40 747(i)                   | Fiat P26/40                        | Itália          |
| Sturmgeschütz M42            | Semnovente 75/18                   | Itália          |

| Beutepanzer       | Tanque Original            | Capturado de     |
| ----------------- | -------------------------- | ---------------- |
| Sturmgeschütz III | Sturmgeschütz III          | Alemanha nazista |
| T-5               | Panzerkampfwagen V Pantera | Alemanha nazista |
| T-IV              | Panzerkampfwagen IV        | Alemanha nazista |
| T-III             | Panzerkampfwagen III       | Alemanha nazista |
| LT-38 Praga       | Panzerkampfwagen 38 (t)    | Alemanha nazista |
| T-1               | Panzerkampfwagen 1         | Alemanha nazista |

| Beutepanzer | Capturado de    |
| ----------- | --------------- |
| BT-7        | União Soviética |
| T-26        | União Soviética |
| T-28        | União Soviética |

| Beutepanzer | Capturado de    |
| ----------- | --------------- |
| T-40        | União Soviética |